# اوديونسبلاتز

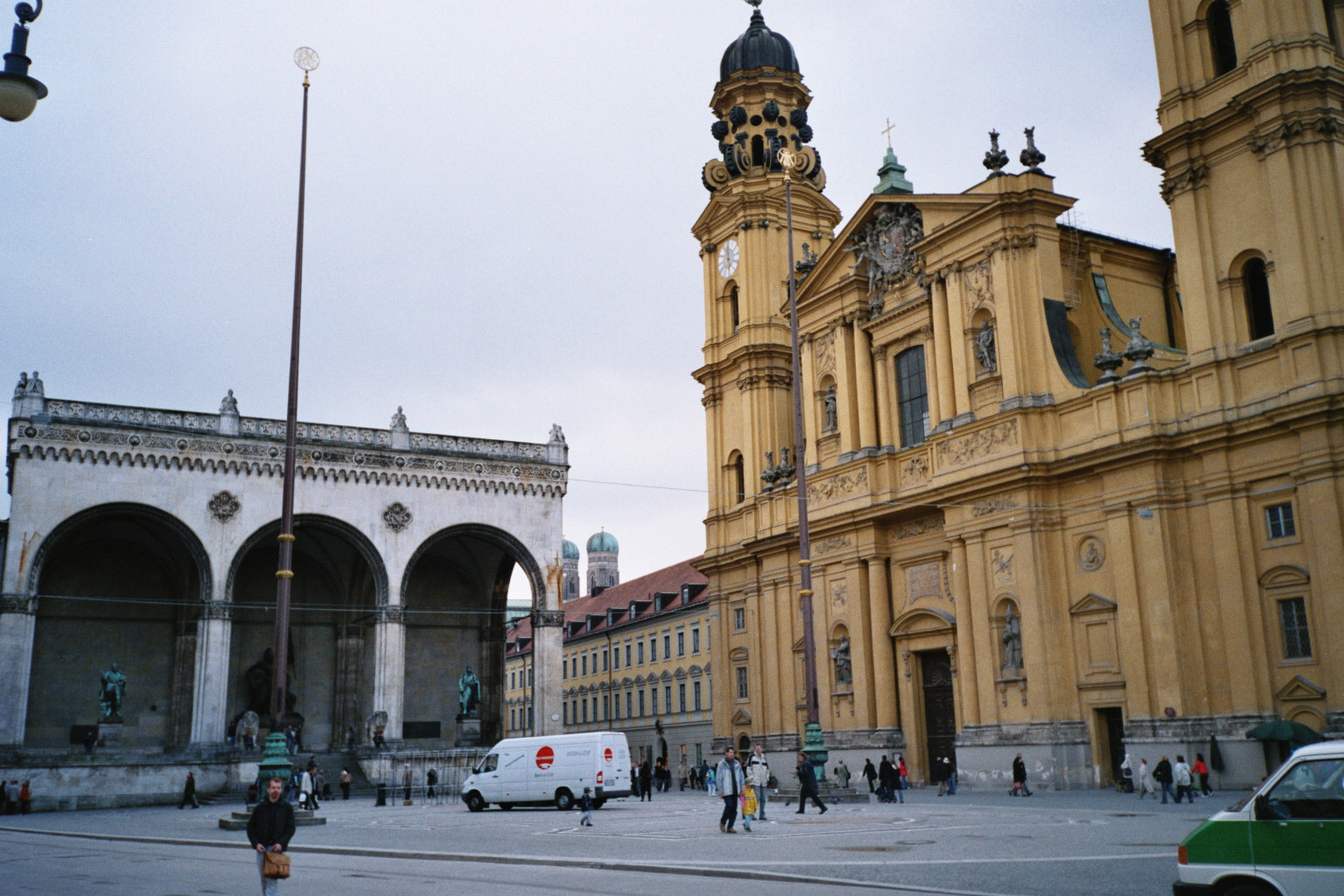
مشهد من الاوديونسبلاتز مُطل علي فلدهارنهالي (علي الشمال) كنيسة ثياتين (Theatine Church) (علي اليمين)

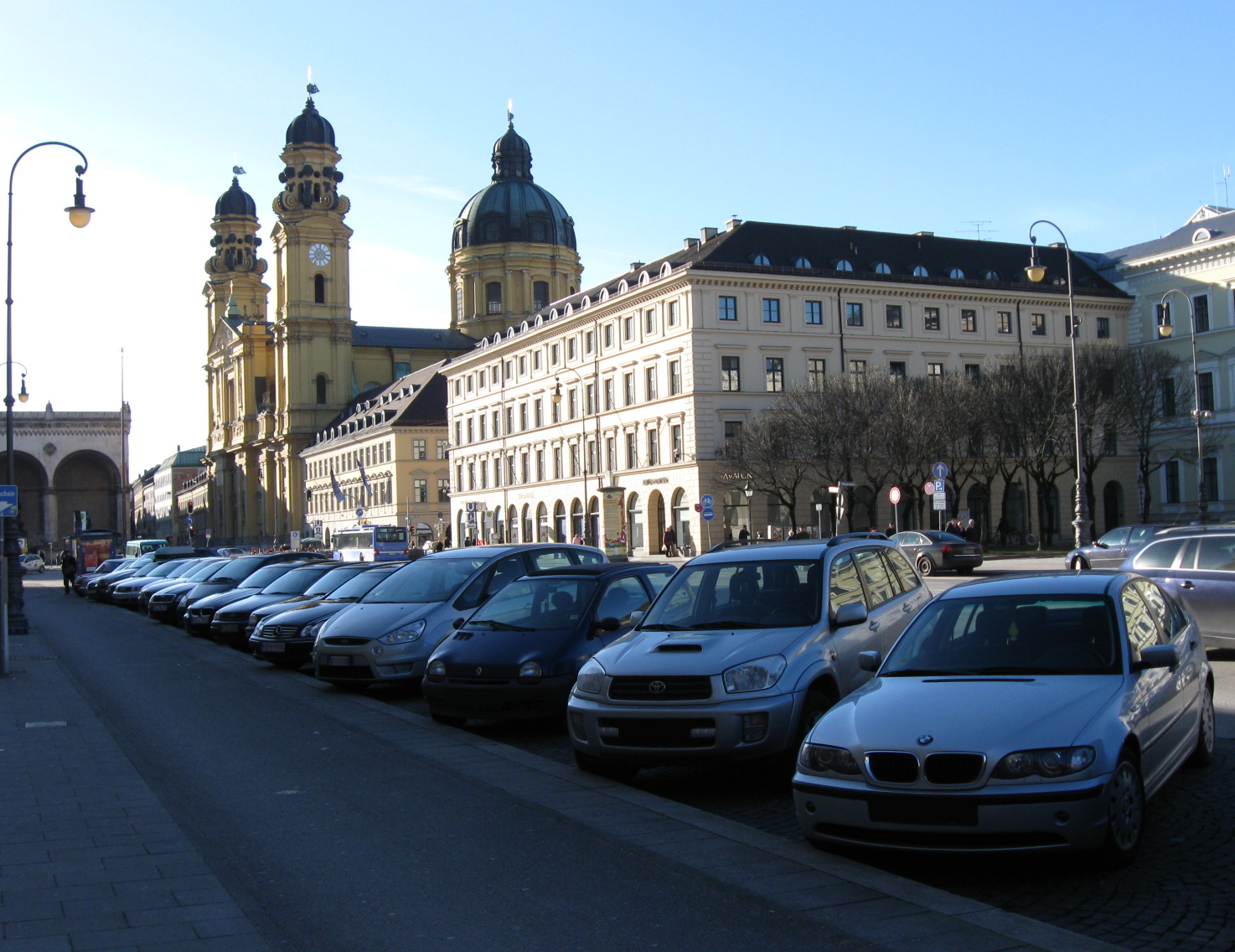
الناحية الغربية من الاوديونسبلاتز، وجهه للشمال إلي كنيسة ثياتين وفلدهارنهالي

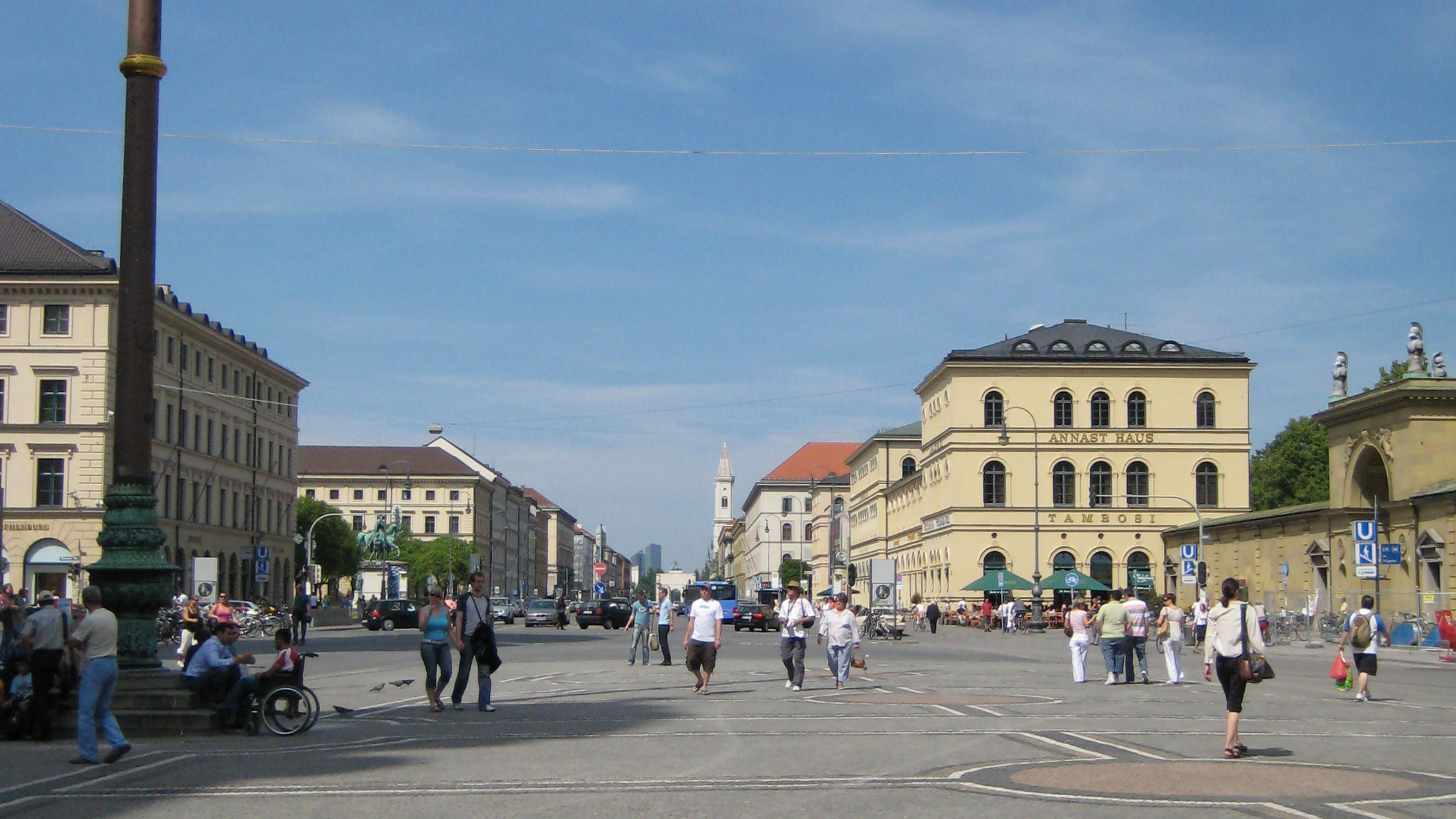
مشهد من الشمال من شارع لودفيغ

الاوديونسبلاتز هي ساحة كبيرة في مُنتصف ميونخ تم بنائها في أوائل القرن التاسع عشر بواسطة ليو فون كلينزه وهي في الطرف الجنوبي من شارع لودفيغ، والذي أنشئ في نفس الوقت. سميت الساحة على أسم قاعة الحفلات الموسيقية السابقة، أوديون (Odeon (Munich)) على جانبها الشمالي الغربي. أصبح اسم اوديونسبلاتز ممتدًا إلى فناء الكنيسة (الساحة الأمامية) من ريزيدنز، أمام كنيسة ثياتين (Theatine Church, Munich) وينتهي بـ فلدينهرنهال (Feldherrnhalle)، الذي يقع إلى الجنوب منه. كانت الساحة مسرحا لمعركة مسلحة قاتلة أنهت المسيرة على الفلدينهرنهال خلال انقلاب بير هول عام 1923.

## روابط خارجية
- Odeonsplatz City Panorama
- Odeonsplatz during the Nazi era and today
- Susanna Rieger, "Der Münchner Odeonsplatz und seine Gebäude" (pdf)

- Odeonsplatz - video